# Rabbins français morts au champ d'honneur durant la Première Guerre mondiale
Durant la Première Guerre mondiale, des rabbins français sont morts au champ d'honneur. Une plaque commémorative se trouve dans la synagogue du Séminaire israélite de France (SIF), dans le 5e arrondissement de Paris.

## Rabbins français mort au champ d'honneur durant la Première Guerre mondiale
- Abraham Bloch
- Meyer Chostmann
- Boris Grudsky (devient plus tard Georges Boris)
- Jules Ruff
- Jacques Sax, élève à l'école préparatoire de l'École rabbinique, caporal, engagé à l'âge de 17 ans, tué lors d'une reconnaissance d'une balle en pleine poitrine.
- Maurice Wexler
- Wittzenhausen